# إيلين مكراكن
إيلين مكراكن (بالإنجليزية: Eileen McCracken)‏ ‏ (1920-1988) هيَ عالمة نبات وَجغرافية أيرلندية، وعملت أيضاً مؤرخة لعلم النبات، كما كَتبت في تاريخ الحدائق الأيرلندية.

## حياتها
وُلدت إيلين في 16 فبراير 1920 في مدينة ليزبورن في أيرلندا، وَتعلمت في جامعة الملكة في بلفاست، حيثُ حصلت منها على درجة البكالوريوس والدكتوراة. انتقلت إيلين بعد ذلك إلى جنوب أفريقيا حيثُ دَرست الجغرافيا في جامعة ويتواترسراند.
كَتبت إيلين في عدة أوقات عن المشاهد في حدائق بلفاست النباتية وَالحدائق النباتية الوطنية في أيرلندا. تَوفيت إيلين في ديربان بتاريخ 12 نوفمبر 1988.
أودعت مجموعة الأوراق التي كتبتها إيلين في الحدائق النباتية الوطنية وفي مكتبة أيرلندا الوطنية في دبلن.